# Ranunculus pinnatisectus
Ranunculus pinnatisectus är en ranunkelväxtart som beskrevs av Mikhail Grigoríevič Popov. Ranunculus pinnatisectus ingår i släktet ranunkler, och familjen ranunkelväxter. Inga underarter finns listade i Catalogue of Life.